# Cerebratulus epsilon
Cerebratulus epsilon är en djurart som tillhör fylumet slemmaskar, och som beskrevs av Louis Joubin 1902. Cerebratulus epsilon ingår i släktet fläsknemertiner, och familjen Cerebratulidae. Inga underarter finns listade i Catalogue of Life.